# Kushima

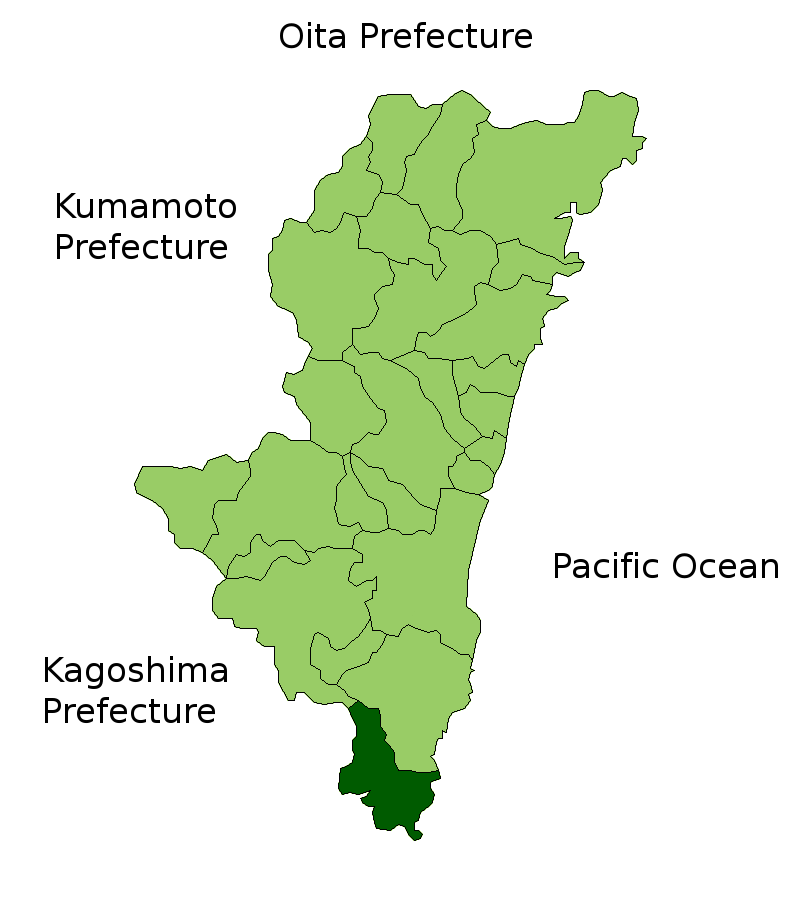

Kushima (串間市 Kushima-shi?) este un municipiu din Japonia, prefectura Miyazaki.